# Thomas Bach
Thomas Bach (Würzburg, 29 dicembre 1953) è un dirigente sportivo ed ex schermidore tedesco, specializzato nel fioretto.
È stato presidente del Comitato Olimpico Internazionale dal 10 settembre 2013 al 25 giugno 2025. Da atleta ha conquistato una medaglia d'oro ai Giochi olimpici di Montréal 1976 e ai Mondiali 1977, in entrambe le occasioni nel fioretto a squadre. Parla correntemente francese, inglese e spagnolo, oltre al tedesco, sua lingua madre.

## Biografia
Thomas Bach nasce nel 1953 a Würzburg, Germania Ovest. Cresciuto a Tauberbischofsheim, dove ha vissuto con i genitori fino al 1977. Bach ha ottenuto un Dottorato in Legge nel 1983 all'Università di Würzburg.

### Schermidore
Bach vanta complessivamente tre medaglie mondiali e una olimpica, conquistate sempre nel fioretto a squadre rappresentando la Germania Ovest. La prima di esse è datata 1973, ai Mondiali di Göteborg: insieme con Behr, Peter, Hehn, Szepesi e Hein centrò l'argento; la squadra venne sconfitta dall'Unione Sovietica.
Tre anni più tardi conquistò l'oro olimpico a Montréal, e a farne le spese fu l'Italia; nella squadra tedesca figuravano ancora Hein e Behr, oltre a Reichert e Sens-Gorius. Bach riuscì a bissare l'oro ai Mondiali 1977 di Buenos Aires, grazie al successo in finale (in squadra figuravano Hein, Behr e Reichert) ancora ai danni dell'Italia. Nell'edizione 1979 a Melbourne la Germania Ovest non riuscì a confermare il titolo, fermandosi alla medaglia di bronzo.
A livello individuale Bach ha conquistato il titolo tedesco del fioretto nel 1977 e nel 1978.

### Dirigente sportivo
Bach ha cominciato la propria carriera dirigenziale nella Federazione tedesca come rappresentante degli atleti già dal 1975. Nel 1981 è tra i primi membri della neonata Commissione Atleti del CIO, facendone poi parte fino al 1988. Nel 1982 viene eletto tra i membri del Comitato Olimpico Tedesco rimanendovi fino al 1991, anno in cui entra a far parte del Comitato Olimpico Internazionale.
Al CIO si occupa inizialmente della Commissione giuridica e della Commissione marketing; dal 1994 è presidente della Camera d'Appello del Tribunale Arbitrale dello Sport. Dal 1996 al 2004 è stato uno dei membri della Executive Board del CIO. Nel 2000 viene eletto vicepresidente durante il mandato di Juan Antonio Samaranch, rimanendovi in carica sino al 2004 e tornando nel ruolo ancora una volta nel 2006, sotto la presidenza di Jacques Rogge.
Dal 2000 al 2006 è stato tra i supervisori del comitato organizzatore dei Mondiali di calcio del 2006. Proprio nel 2006 viene eletto a capo del Comitato Olimpico Tedesco.
Il 10 settembre 2013 è stato eletto presidente del Comitato Olimpico Internazionale. Sotto la sua presidenza il CIO ha deciso di rinviare al 2021 i Giochi della XXXII Olimpiade a causa della pandemia di COVID-19.